# Qadiriyya
La Qadiriyya es una tariqa sufí, que toma el nombre de su fundador, Abdul Qadir Gilani (fallecido en 1166). Posteriormente, a través de la predicación, esta tariqa se extendió por el mundo, arraigando especialmente en el norte de África. 
Esta tariqa es una de las más extensas en el mundo, con ramificaciones en Afganistán, la India, Bangladés, Pakistán, Turquía, los Balcanes y China, así como en África (especialmente Marruecos). También existen pequeños grupos de seguidores en Estados Unidos y Europa Occidental.